# Jasienica (Wołomin)
Pour les articles homonymes, voir Jasienica.
Jasienica (prononciation : [jaɕeˈnit͡sa]) est un village polonais de la gmina de Tłuszcz dans le powiat de Wołomin de la voïvodie de Mazovie dans le centre-est de la Pologne.
Il est situé à environ 6 kilomètres au sud-ouest de Tłuszcz (siège de la gmina), 12 kilomètres au nord-est de Wołomin (siège du powiat), et 34 kilomètres au nord-est de Varsovie (capitale de la Pologne).
Le village possède une population de 2 449 habitants.

## Histoire
De 1975 à 1998, le village appartenait administrativement à la voïvodie d'Ostrołęka.